# Melinda Czink
Melinda Czink (født 22. oktober 1982 i Budapest, Ungarn) er en professionel tennisspiller fra Ungarn.